# Дубље (Трстеник)
Дубље је насеље у Србији у општини Трстеник у Расинском округу. Према попису из 2022. било је 360 становника (према попису из 1991. било је 539 становника).
У мајданима код села се вади кварц за разне врсте млинских каменова (нпр. породице Топаловић и Пецић

## Демографија
У насељу Дубље живи 401 пунолетни становник, а просечна старост становништва износи 42,4 година (41,4 код мушкараца и 43,3 код жена). У насељу има 148 домаћинстава, а просечан број чланова по домаћинству је 3,32.
Ово насеље је великим делом насељено Србима (према попису из 2002. године), а у последња три пописа, примећен је пад у броју становника.
|  |

| Демографија | Демографија | Демографија |
| Година      | Становника  | Становника  |
| ----------- | ----------- | ----------- |
| 1948.       | 785         |             |
| 1953.       | 630         |             |
| 1961.       | 648         |             |
| 1971.       | 572         |             |
| 1981.       | 587         |             |
| 1991.       | 539         | 513         |
| 2002.       | 492         | 529         |

| Етнички састав према попису из 2002.‍ | Етнички састав према попису из 2002.‍ | Етнички састав према попису из 2002.‍ | Етнички састав према попису из 2002.‍ | Етнички састав према попису из 2002.‍ |
| ------------------------------------ | ------------------------------------ | ------------------------------------ | ------------------------------------ | ------------------------------------ |
|                                      |                                      |                                      |                                      |                                      |
| Срби                                 | Срби                                 |                                      | 481                                  | 97,76%                               |
| Југословени                          | Југословени                          |                                      | 7                                    | 1,42%                                |
| Црногорци                            | Црногорци                            |                                      | 3                                    | 0,60%                                |
| Македонци                            | Македонци                            |                                      | 1                                    | 0,20%                                |
| непознато                            | непознато                            |                                      | 0                                    | 0,0%                                 |

| Година пописа     | 1948. | 1953. | 1961. | 1971. | 1981. | 1991. | 2002. |
| ----------------- | ----- | ----- | ----- | ----- | ----- | ----- | ----- |
| Број домаћинстава | 133   | 111   | 146   | 142   | 150   | 147   | 148   |

| Број чланова      | 1  | 2  | 3  | 4  | 5  | 6  | 7 | 8 | 9 | 10 и више | Просек |
| ----------------- | -- | -- | -- | -- | -- | -- | - | - | - | --------- | ------ |
| Број домаћинстава | 23 | 36 | 19 | 27 | 28 | 13 | 2 | 0 | 0 | 0         | 3,32   |

| Пол    | Укупно | Неожењен/Неудата | Ожењен/Удата | Удовац/Удовица | Разведен/Разведена | Непознато |
| ------ | ------ | ---------------- | ------------ | -------------- | ------------------ | --------- |
| Мушки  | 190    | 49               | 130          | 4              | 6                  | 1         |
| Женски | 238    | 52               | 128          | 52             | 6                  | 0         |
| УКУПНО | 428    | 101              | 258          | 56             | 12                 | 1         |

| Пол    | Укупно                    | Пољопривреда, лов и шумарство | Рибарство                            | Вађење руде и камена | Прерађивачка индустрија       |
| ------ | ------------------------- | ----------------------------- | ------------------------------------ | -------------------- | ----------------------------- |
| Мушки  | 102                       | 11                            | 0                                    | 1                    | 65                            |
| Женски | 64                        | 15                            | 0                                    | 0                    | 30                            |
| УКУПНО | 166                       | 26                            | 0                                    | 1                    | 95                            |
| Пол    | Производња и снабдевање   | Грађевинарство                | Трговина                             | Хотели и ресторани   | Саобраћај, складиштење и везе |
| Мушки  | 0                         | 1                             | 8                                    | 2                    | 1                             |
| Женски | 0                         | 0                             | 4                                    | 8                    | 0                             |
| УКУПНО | 0                         | 1                             | 12                                   | 10                   | 1                             |
| Пол    | Финансијско посредовање   | Некретнине                    | Државна управа и одбрана             | Образовање           | Здравствени и социјални рад   |
| Мушки  | 1                         | 6                             | 2                                    | 1                    | 0                             |
| Женски | 0                         | 0                             | 0                                    | 2                    | 5                             |
| УКУПНО | 1                         | 6                             | 2                                    | 3                    | 5                             |
| Пол    | Остале услужне активности | Приватна домаћинства          | Екстериторијалне организације и тела | Непознато            | Непознато                     |
| Мушки  | 0                         | 0                             | 0                                    | 3                    | 3                             |
| Женски | 0                         | 0                             | 0                                    | 0                    | 0                             |
| УКУПНО | 0                         | 0                             | 0                                    | 3                    | 3                             |